# Mjösjön (Hällesjö socken, Jämtland)
Mjösjön är en sjö i Bräcke kommun i Jämtland och ingår i Ljungans huvudavrinningsområde. Sjön är 8 meter djup, har en yta på 0,635 kvadratkilometer och befinner sig 274 meter över havet. Sjön avvattnas av vattendraget Mjöån.

## Delavrinningsområde
Mjösjön ingår i det delavrinningsområde (697094-151868) som SMHI kallar för Utloppet av Mjösjön. Medelhöjden är 323 meter över havet och ytan är 8,03 kvadratkilometer. Det finns ett avrinningsområde uppströms, och räknas det in blir den ackumulerade arean 19,28 kvadratkilometer. Mjöån som avvattnar avrinningsområdet har biflödesordning 4, vilket innebär att vattnet flödar genom totalt 4 vattendrag innan det når havet efter 132 kilometer. Avrinningsområdet består mestadels av skog (82 procent). Avrinningsområdet har 0,81 kvadratkilometer vattenytor vilket ger det en sjöprocent på 10,1 procent.